# Rosslare Strand
Rosslare Strand (ang: Rosslare Strand railway station, irl: Stáisiún Thrá Ros Láir) – stacja kolejowa w miejscowości Rosslare, w hrabstwie Wexford, w Irlandii. Jest węzłem linii Dublin to Rosslare Line i Limerick – Rosslare. 
Stacja jest zarządzana i obsługiwana przez Iarnród Éireann.

## Linie kolejowe
- Dublin to Rosslare Line
- Limerick – Rosslare